# (20468) Petercook
(20468) Petercook est un astéroïde de la ceinture principale.

## Description
(20468) Petercook est un astéroïde de la ceinture principale. Il fut découvert le 13 juillet 1999 à Reedy Creek par John Broughton. Il présente une orbite caractérisée par un demi-grand axe de 3,18 UA, une excentricité de 0,24 et une inclinaison de 2,0° par rapport à l'écliptique.

## Compléments